# Magyar Pénzverő Zrt.
A Magyar Pénzverő Zártkörűen működő Részvénytársaság Magyarország egyetlen üzemszerűen működő pénzverdéje, 1998 óta a Magyar Nemzeti Bank 100%-os tulajdona, székhelye Budapest. Elsődleges feladata a hazai forgalmi és emlékérmék előállítása, de külföldi megrendelők számára is készít forgalmi és emlékpénzeket.

## Története
A gyulafehérvári pénzverde 1871-es bezárása után magyarország egyetlen pénzverdéje a körmöcbányai maradt. Az első világháború következményei miatt (Körmöcbánya csehszlovák megszállása) a pénzverde gépeinek egy részét 1918. október 28-30-án leszerelték és a nyersanyagkészlet egy részével együtt Budapestre, a Soroksári úti dohányraktárba szállították (a pénzverde Budapestre költöztetését és elavult gépparkjának korszerűsítését egyesek már a háború előtt is javasolták). A gépeket a Tanácsköztársaság idején helyezték üzembe a csepeli Weiss Manfréd gyárban, ahol acél húszfilléreseket vertek, még K•B (Körmöcbánya) verdejeggyel. A Tanácsköztársaság bukása után is vertek tíz- és húszfilléreseket, szintén K•B verdejeggyel és 1919–1922 évszámokkal. Később a korona inflációja miatt feleslegessé vált az aprópénzverés. A Magyar Királyi Állami Pénzverde új (és mindmáig meglévő) telephelyét 1924-ben az Üllői út 102. szám alatt jelölték ki, 1925-ben indult meg az építkezés, a pengőérméket 1926. március 1-jétől már itt verték Bp. verdejeggyel. Az épületet terveit Szörényi-Reischl Gusztáv készítette. Fontos kiemelni, hogy az új üzem felhasználta a már korábban (az 1890-es évektől) itt lévő Honvéd Lovassági Laktanya épületeit is.
Az 1930-as években a pénzverde nemzetközi rangra emelkedett: vertek pénzeket Bulgária és Egyiptom számára is.
A második világháború harcai miatt 1944. december elején a pénzverde gépeinek egy részét Veszprémbe, más részét Egerbe szállították, melyek csak a harcok lezárulta után kerültek vissza. A helyreállítási munkálatok után ötpengősök verésével bízták meg a pénzverdét. A pengő inflációja, majd hiperinflációja hamarosan értelmetlené tette a pénzverést, ehelyett a forintérmék verésének előkészületei indultak meg, melyeknek előállítására 1946-ban került sor. 1947-ben már Lengyelország és Románia számára is készültek a Pénzverőben forgalmi veretek.
1949. február 1-jétől Állami Pénzverő Nemzeti Vállalat néven alakult át a Pénzverő. Beleolvasztottak több államosított nemesfémipari kisüzemet is, így a szocializmusban a pénzverés mellett a Pénzverde lett a jelvény- és dísztárgykészítés és az ékszergyártás csúcsüzeme is. Időközben telephelyet hoztak létre Tápiószelén (1968.) és Borsodnádasdon (1971.) is. Számos beruházással biztosították a verde szakmai színvonalának és versenyképességének megtartását. 
A pénzverdéből a rendszerváltás után az Állami Vagyonügynökség (ÁVÜ) két részvénytársaságot hozott létre: a Metal-Art Részvénytársaságot, mely a nemesfémipari részleget birtokolta és teljes egészében az ÁVÜ tulajdonában maradt; és a Magyar Pénzverő Részvénytársaságot, melynek tevékenysége a pénzverés és fő részvényese a Magyar Nemzeti Bank lett. Az előbbi privatizációját az ÁVÜ 1993 őszén rendelte el. Az utóbbiba 2001-ben beleolvadt az MNB Érmekereskedelmi Rt. majd 2006-ban alakult zártkörűen működő részvénytársasággá.

## Képtár

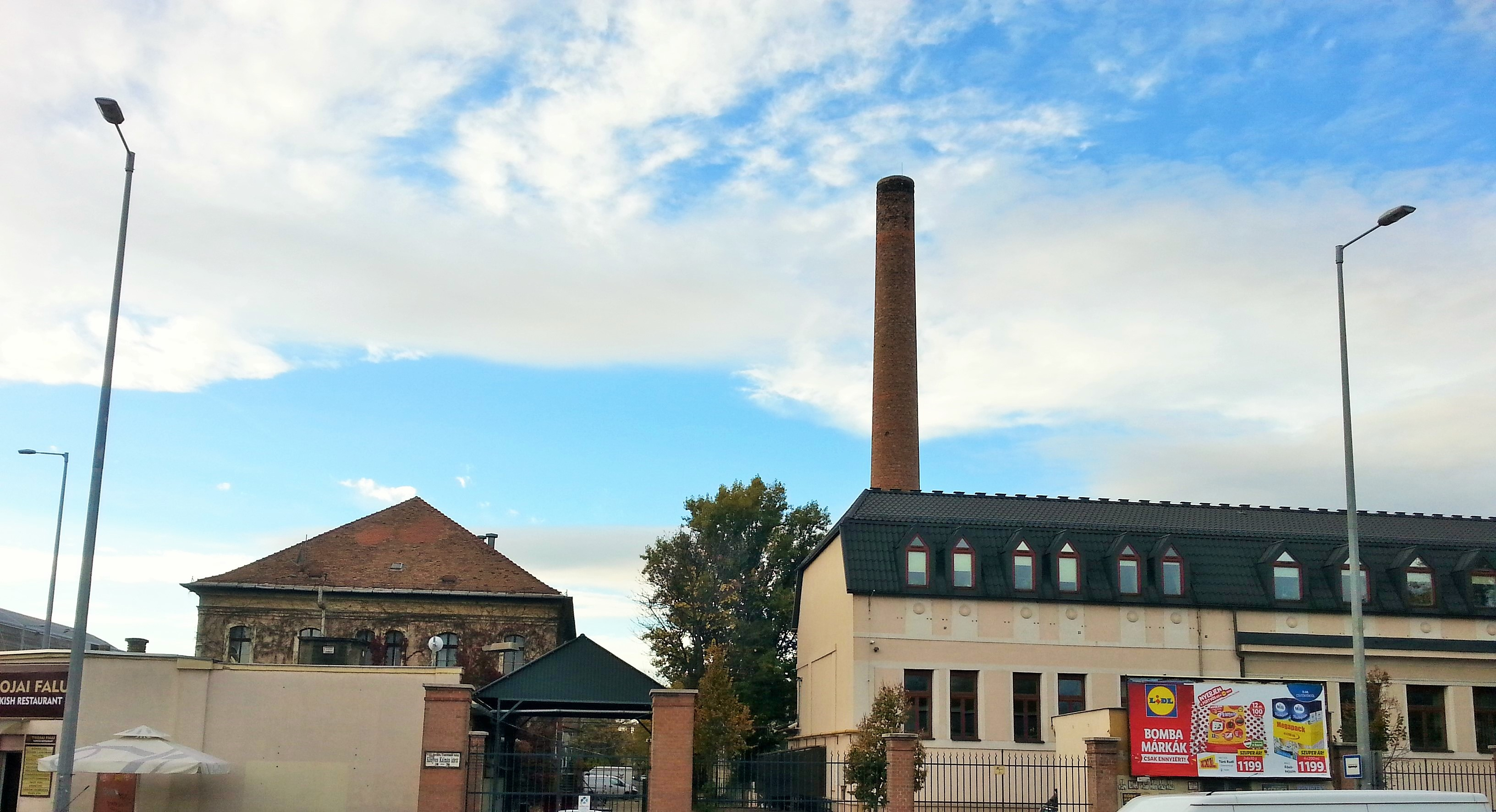
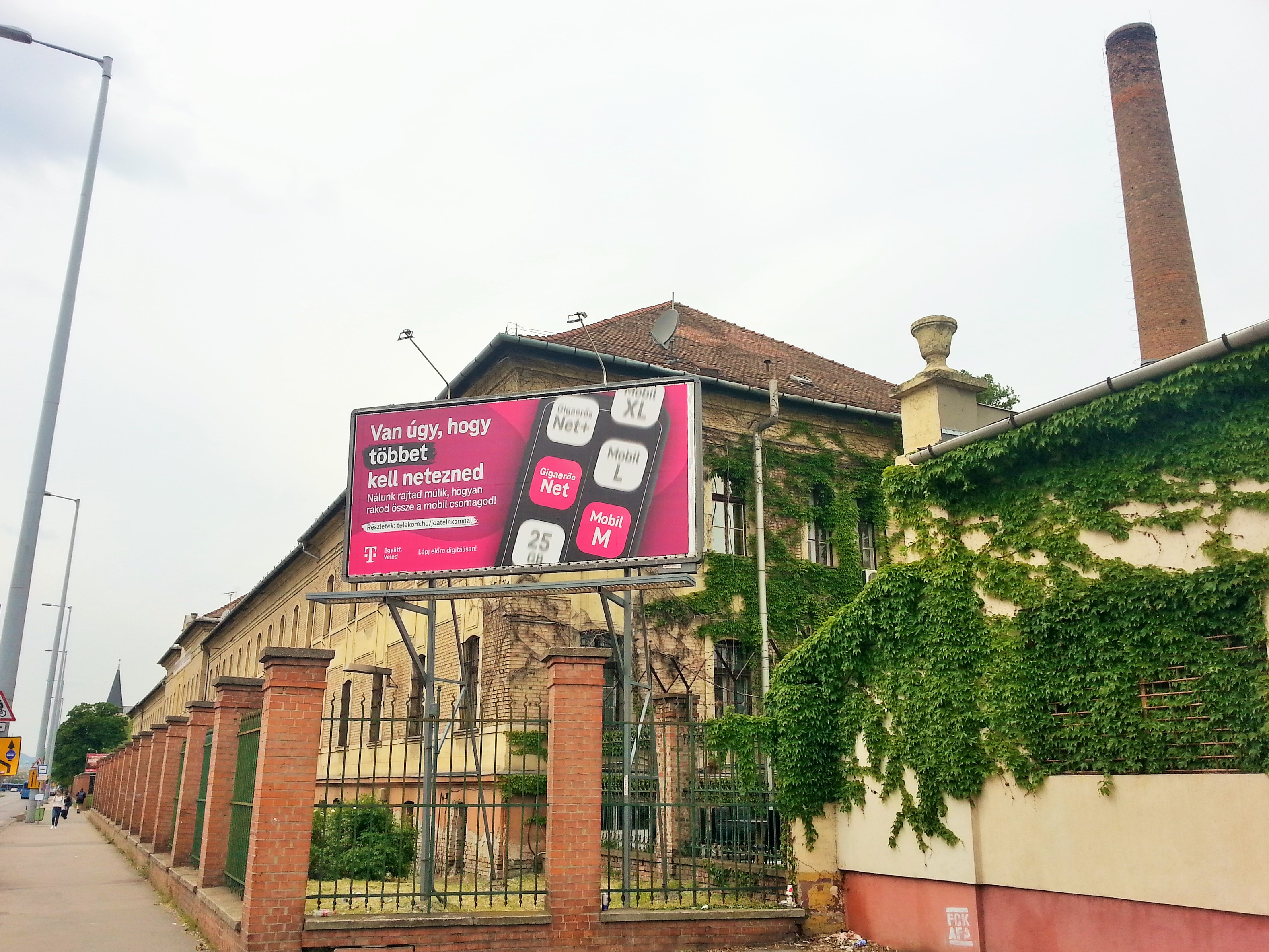
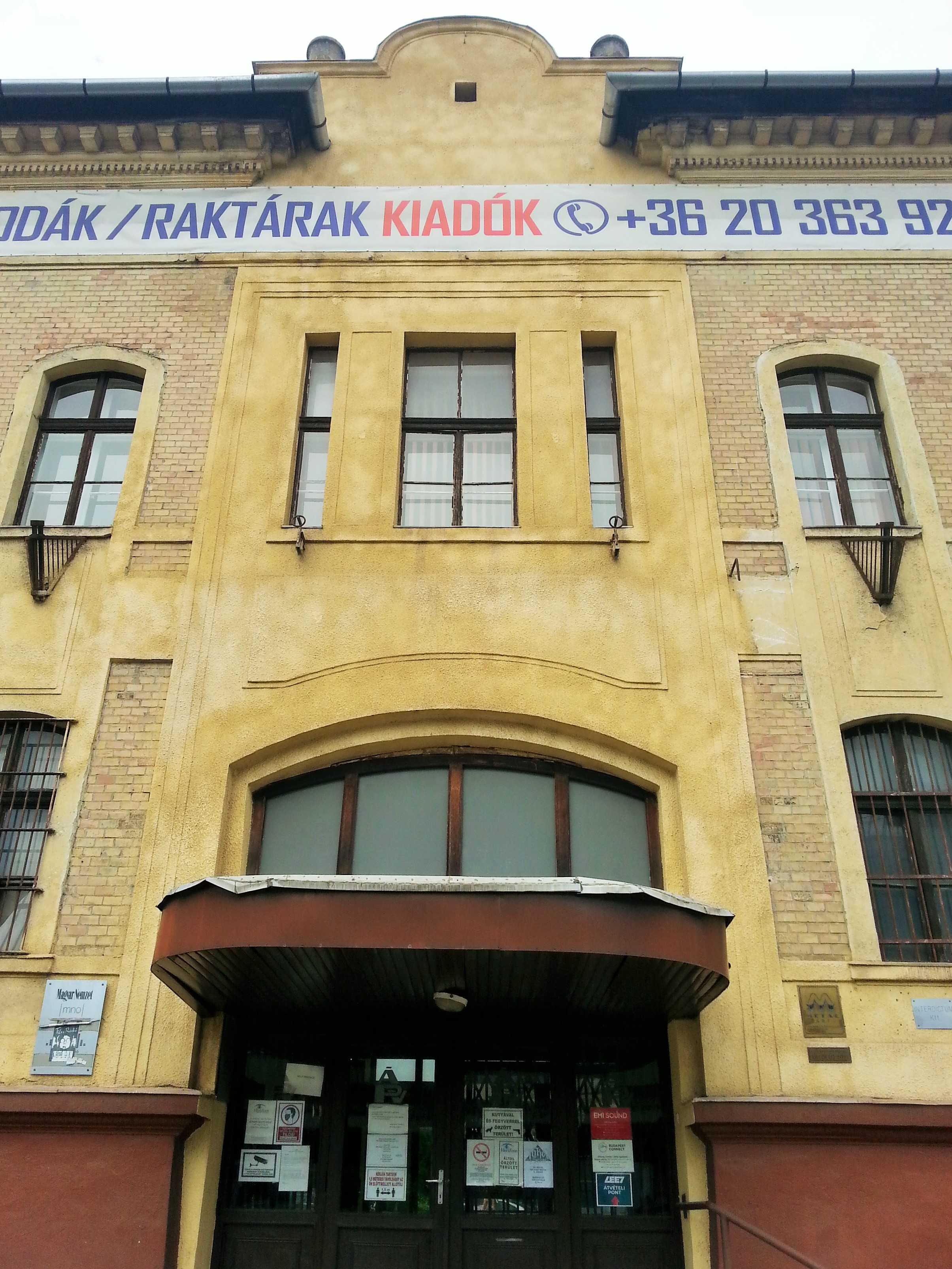
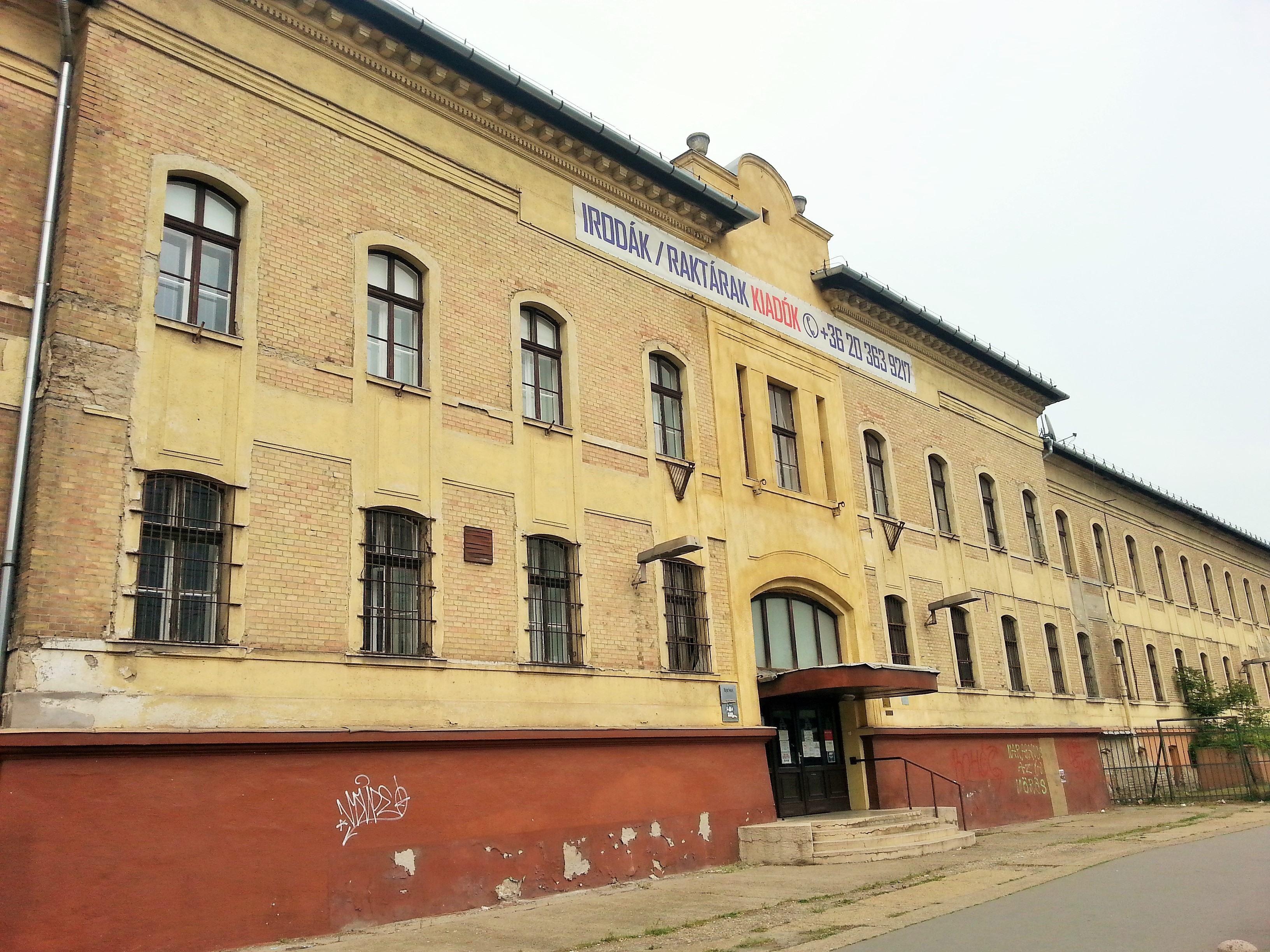
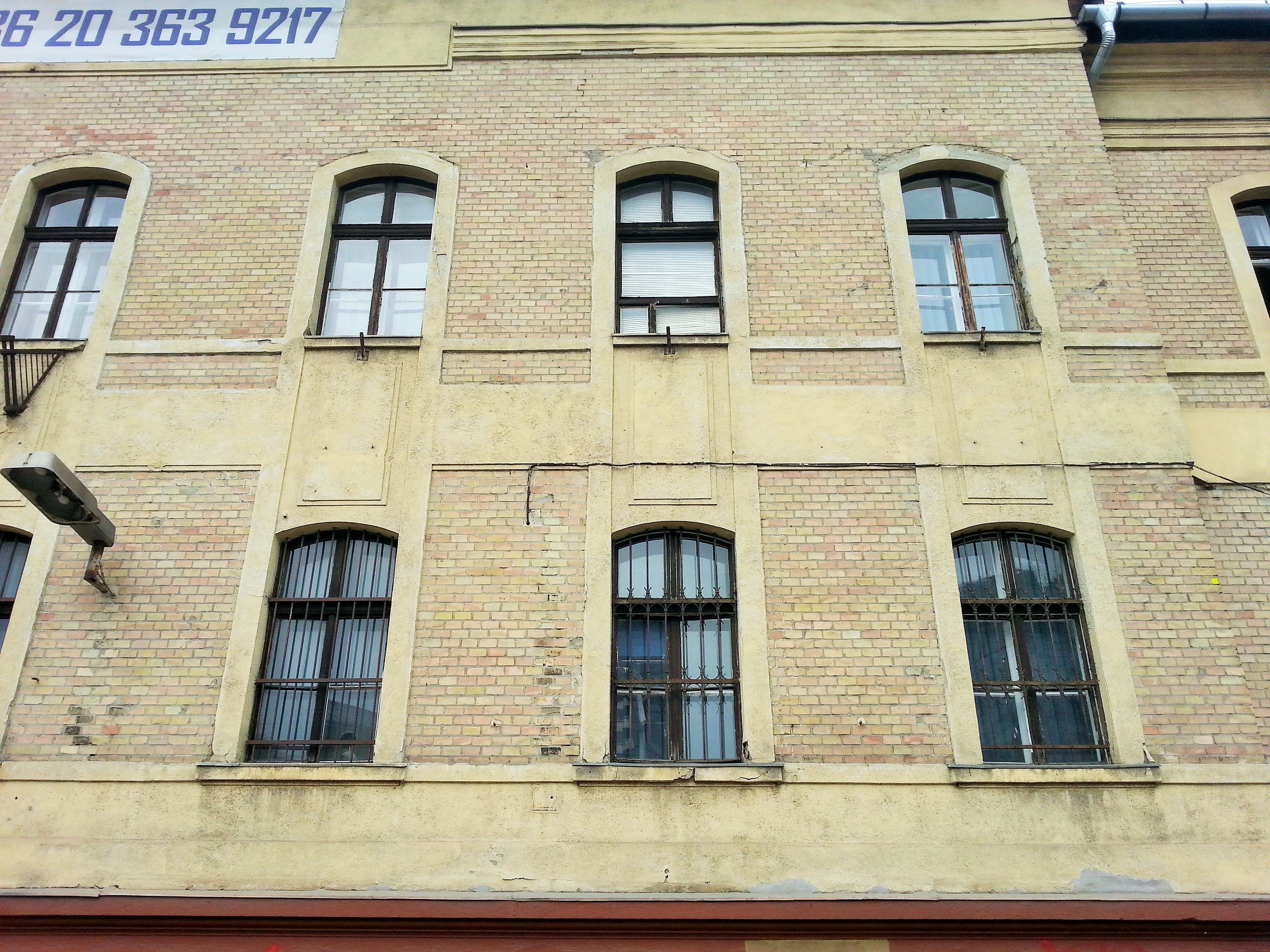
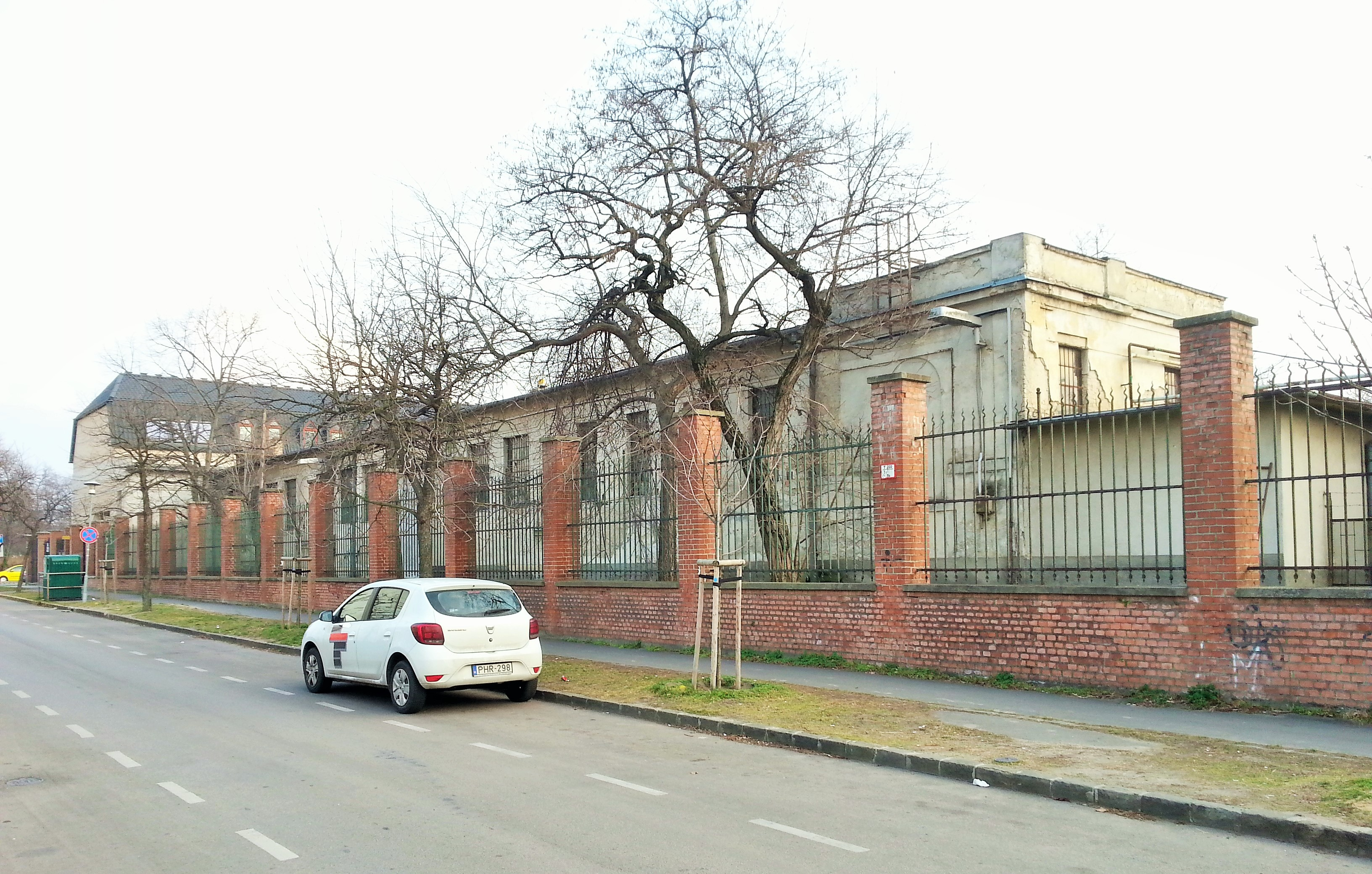
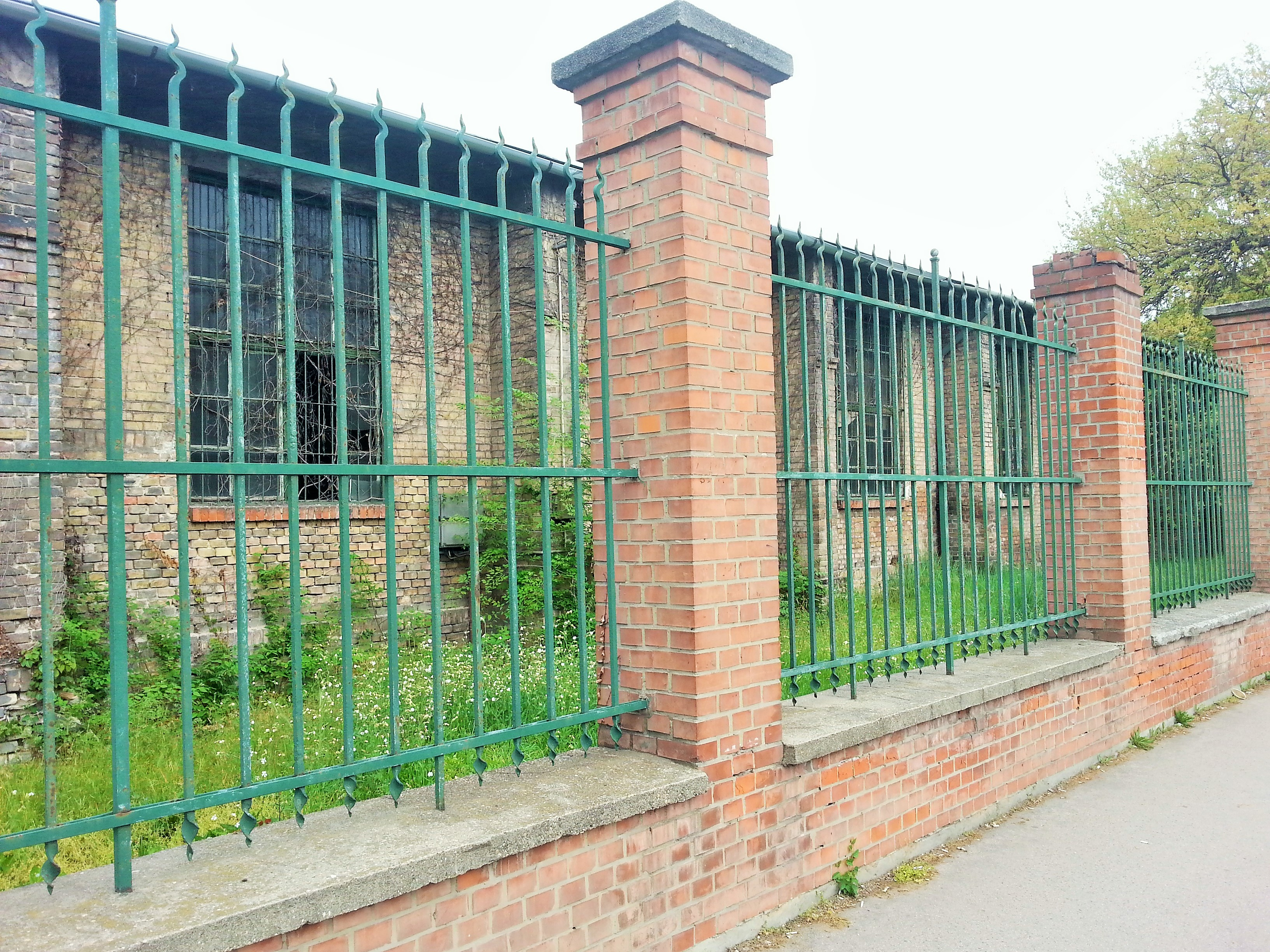
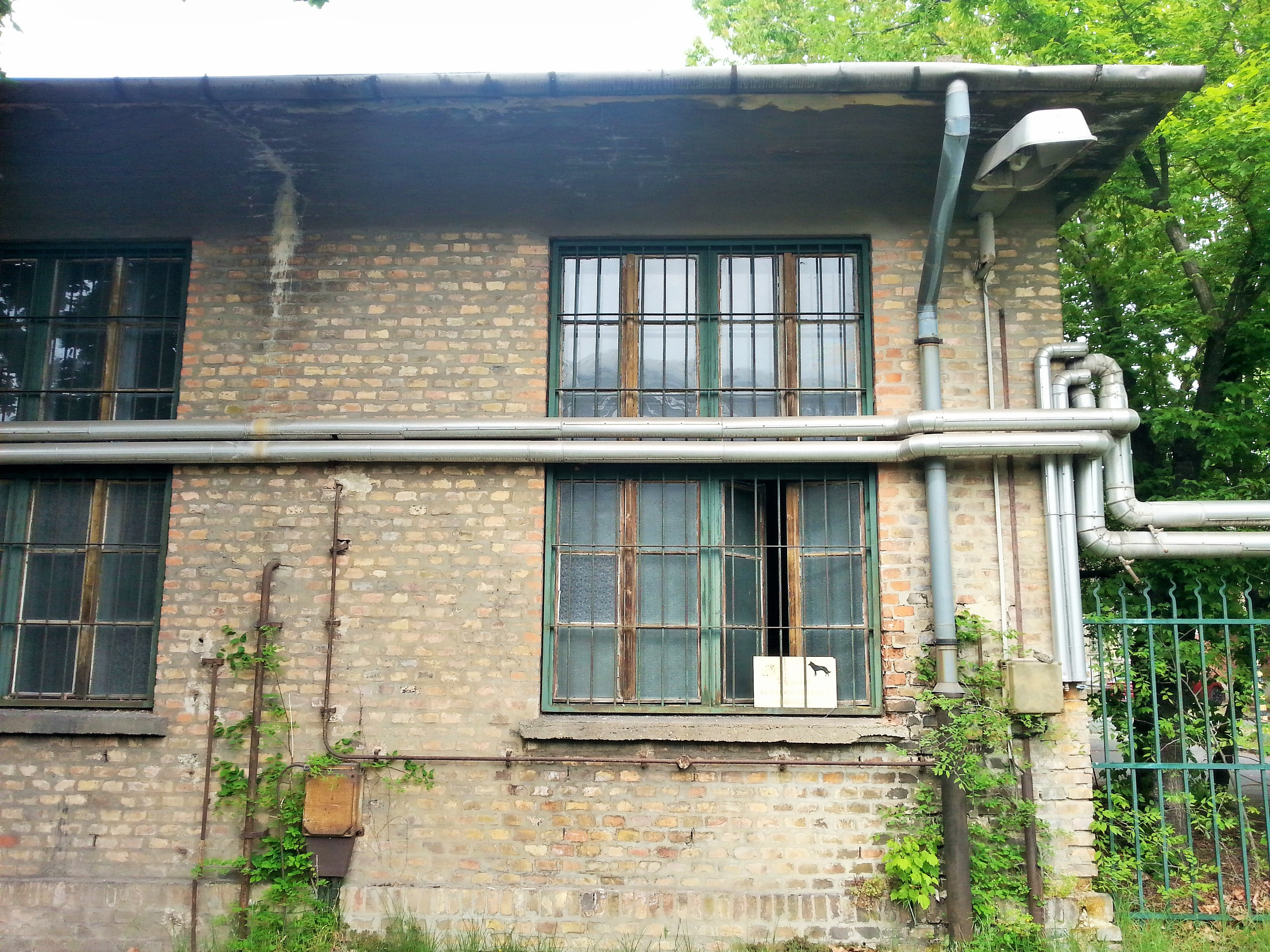
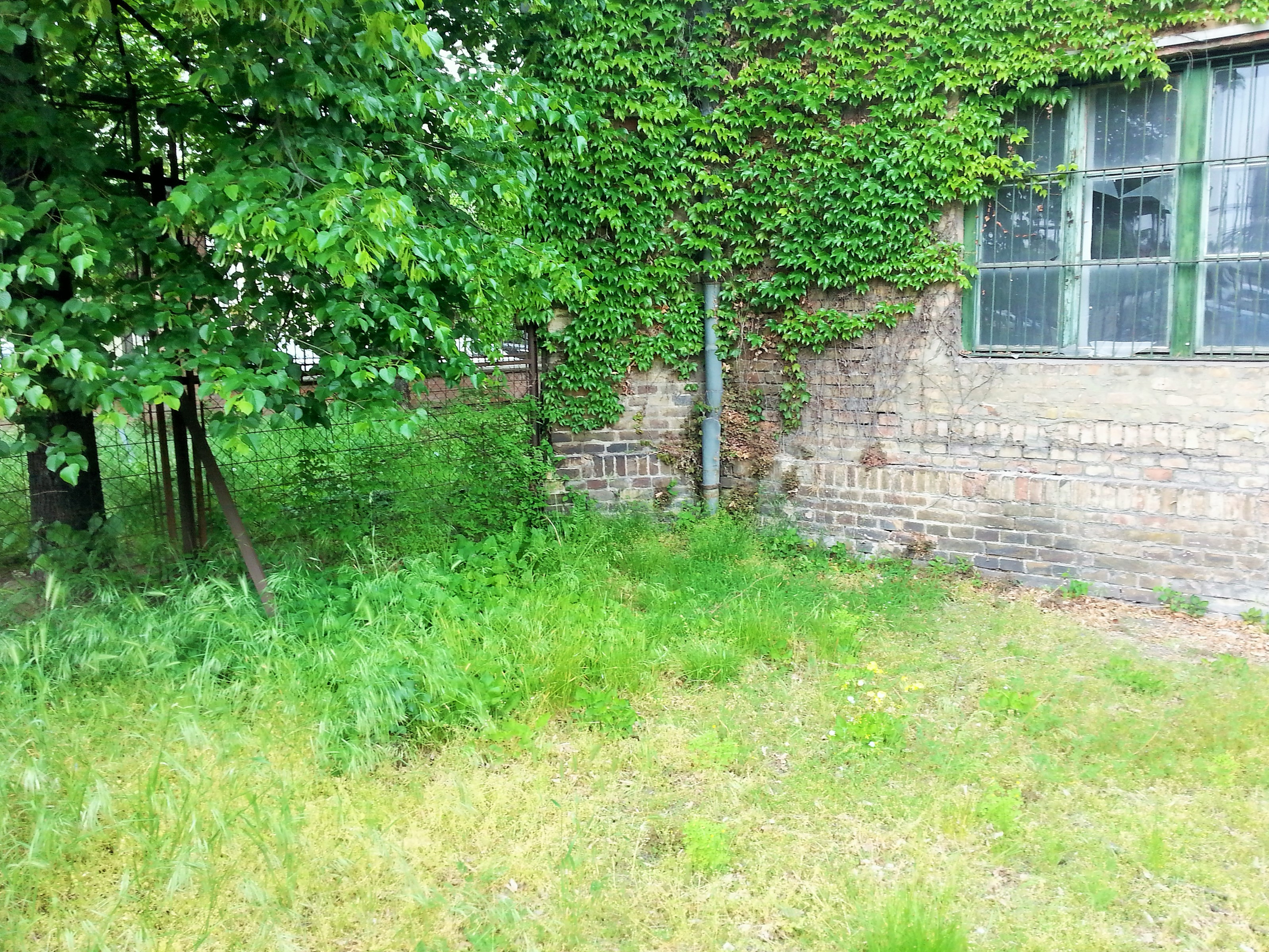